# 百合亚纲
百合亚纲  （Liliidae）是克朗奎斯特分类法对显花植物分类中采用的一种纲以下、目以上的分类。共包括2个目：
1. 百合目
2. 兰目

在其他分类方法中，可能包括不同的目，但都会包括百合科。APG II 分类法中没有亚纲一级的分类，这些植物一般都是包括在单子叶植物分支中，分属百合目和新设立的天门冬目中。